# Garry's Mod
Garry's Mod o más conocido como GMod, es un videojuego sandbox desarrollado por Facepunch Studios y publicado por Valve que permite al usuario manipular objetos y experimentar con la física con su mítica arma "Physics Gun” (Arma de físicas en Español) Utiliza una versión modificada del motor Source, en el cual se utiliza elementos de videojuegos como los que aparecen en The Orange Box y Left 4 Dead, aunque posteriormente pasó a ser un juego independiente con los mismos contenidos. 
El modo de juego base de Garry's Mod no tiene objetivos establecidos y proporciona al jugador un mundo en el que manipular objetos libremente. Otros modos de juego, en particular Trouble in Terrorist Town, son creados por otros desarrolladores como mods y se instalan por separado, por medio de Steam Workshop. Garry's Mod fue creado por Garry Newman como un mod para el motor de juego Source de Valve y lanzado en diciembre de 2004, antes de expandirse a una versión independiente que fue publicada por Valve en noviembre de 2006. Puertos de la versión original de Microsoft Windows para Mac OS X y Linux seguido en septiembre de 2010 y junio de 2013, respectivamente. Hasta diciembre de 2020, Garry's Mod ha vendido más de 18 millones de copias.

## Juego
Fue creado el 25 de diciembre de 2004 por Garry Newman, consistiendo simplemente de un nivel jugable y una pistola que lanzaba "Manhacks (Robosierras)", enemigos del juego Half-Life 2. Desde ese momento, el juego ha tenido varias versiones, en cada una de las cuales han aumentado asombrosamente las posibilidades de crear lo que el jugador desee, así como la corrección de errores anteriores. Su versión más actual es la versión de 2025 concretamente  26 de marzo de 2025. La versión 14 dejará de estar accesible. La última versión recibe actualizaciones regulares a través de la plataforma Steam. Garry's Mod ha estado a la venta en Steam desde el 29 de noviembre del 2006.
Se conoce de que, entre los mapas más populares de la Workshop de Steam son: gm_construct (mapa oficial dentro del juego) y gm_bigcity (mapa de la comunidad descargable).
Garry's Mod es un juego sandbox basado en la física que, en su modo de juego base, no tiene objetivos establecidos. El jugador puede generar personajes no jugadores, muñecos de trapo y accesorios, e interactuar con ellos por diversos medios. Usando la "Arma de físicas", los muñecos de trapo y los accesorios se pueden levantar, rotar y congelar en su lugar. Las extremidades individuales de los muñecos de trapo también se pueden manipular. La "Tool Gun (Pistoherramienta)" es un elemento de usos múltiples para tareas como soldar y sujetar accesorios juntos, y alterar las expresiones faciales de los muñecos de trapo.

### Contenido generado por los usuarios
La verdadera esencia de Garry's Mod es el juego en línea. Inicialmente, los servidores fueron sólo para el modo sandbox, con el paso del tiempo se han añadido muchos modos de juego transformando por completo la experiencia en línea.  Entre los métodos más populares son:

### Trouble in Terrorist Town
Trouble in Terrorist Town (generalmente abreviado TTT) es un modo de juego incluido en la décima versión de Garry's Mod. A finales de 2009, Facepunch lanzó el "Concurso Fretta", una competencia en la que la gente debía desarrollar los modos de juego Garry's Mod utilizando el marco de programación patentado Fretta, y el modo de juego ganador se agregaría al juego base. El ganador de este concurso fue Trouble in Terrorist Town (TTT), que se agregó al juego en julio de 2010, junto con otro modo, Dogfight: Arcade Assault. TTT consiste en un grupo de terroristas que son asignados al azar traidores o inocentes, los traidores tienen que matar a todos los inocentes. Los inocentes siempre son la mayoría, pero no saben quién es el traidor y quién no lo es. Los traidores tienen que utilizar su equipo especial, como las herramientas, la radio o las bombas C4. Los inocentes, además de sobrevivir, deben descubrir quiénes son los traidores y matarlos antes a ellos.

### Prop Hunt
Junto con Trouble in Terrorist Town son los modos de juegos más clásicos de Garry's Mod, este tipo de juego, proveniente originalmente desde Left 4 Dead, consiste en dos grupos, los cazadores (hunt) y los que se esconden (prop), los jugadores que se esconden tienen que camuflarse con el entorno del mapa convirtiéndose en un objeto de este, mientras los cazadores están 30 segundos a oscuras para que los otros se escondan, estos deben destruir los objetos, que serían los demás jugadores, para ganar, pero si atacan a un objeto del mapa se quitarán vida, al terminar una ronda, ambos grupos se cambian de equipo.

### DarkRP
Modo de juego creado por la comunidad, el cual es un juego de rol de la vida real donde se tiene que simular situaciones de la vida cotidiana. Está compuesta por trabajos (comúnmente conocidos en los servidores como "jobs"), los cuales se pueden elegir en el menú de F4 o mediante el addon de empleadores (Dependiendo del servidor). Casi siempre hay impresoras de dinero, se generan desde el menú F4, y cada cierto tiempo producen cierta cantidad de dinero, lo que es una ayuda para empezar el modo de juego. El rol puede variar de acuerdo a los addons y reglas que ponga el dueño del servidor.

### StarWarsRP
StarWarsRP es uno de los DarkRP derivados (fue creado también por la comunidad aunque a partir del Darkrp original) más famosos del este videojuego, dado al Roleplay creado por la comunidad seguidora de la saga emblemática de Star Wars, en Garry's Mod puede haber servidores pequeños, grandes o medianos de Star Wars en las cuales integran el sistema de Wilto's o Lightsaber+ para reproducir los sables de luz, se puede encontrarse cientos de videos de este Gamemode en a lo largo de YouTube, siendo atractiva en año 2020 por la pandemia, este modo de juego ganó muchos jugadores y abre todos los días comunidades nuevas dedicadas a la legendaria franquicia que Lucasfilm creó alguna vez, divididas entre rol serio, semiserio o libre.
Mucho del contenido de StarWarsRP es desarrollado por SWRP Developers siendo la principal comunidad de habla Inglesa que crea todos los días contenido en la Workshop de Star Wars, la cual ha mantenido actualizado y activo el juego con roles, personajes e historias frescas imaginadas por los aficionados.

## Desarrollo y lanzamiento
Garry's Mod fue creado por el programador de videojuegos Garry Newman. Comenzó a desarrollar juegos con el nombre de estudio Facepunch Studios después de dejar la universidad, en ese momento fuera de la casa de sus padres. Hizo esto como un pasatiempo, al mismo tiempo que su ocupación como programador PHP para un sitio web de citas. Más tarde fue despedido cuando lanzó su propio sitio web de citas. Mientras desarrollaba su primer juego, Facewound, Garry's Mod se convirtió en un proyecto paralelo suyo como un mod para el motor del juego Source y, principalmente, el juego Half-Life 2. Newman pronto encontró más placer en desarrollar Garry's Mod que en mantener Facewound, por lo que el desarrollo de Facewound se detuvo en su mayor parte (y tuvo una pausa indefinida en 2004) para que él se concentrara en Garry's Mod. Afirmó que, en ese momento, sus habilidades en programación de computadoras no estaban lo suficientemente avanzadas como para crear un juego completo basado en fuentes y recurrió al formato mod. La primera iteración del mod, la versión 1, fue lanzada el 24 de diciembre de 2004. La retroalimentación inicial fue polarizada, y algunos jugadores criticaron el mod por su similitud con un mod existente, JBMod. Sin embargo, la creciente recepción positiva llevó a Newman a continuar con el desarrollo. Newman no reconoció que el juego estaba ganando popularidad hasta que creó un foro en línea para él. Durante 2004 y 2005, Newman lanzó varias versiones actualizadas de Garry's Mod, añadiendo nuevas funciones y culminando con la versión 9.0.4 el 27 de noviembre de 2005. La operación unipersonal de Newman se convirtió en un equipo de varias personas para una nueva versión del mod como un juego independiente.
Valve, los desarrolladores de Source y Half-Life 2, se pusieron en contacto con Newman para sugerir un lanzamiento comercial independiente del mod a través de su servicio de distribución digital Steam, que Newman inicialmente rechazó. Valve y Facepunch más tarde llegaron a un acuerdo de publicación en el que Valve lanzaría Garry's Mod en Steam a un precio de US $ 10, mientras que las dos compañías dividirían las ganancias en partes iguales. La última versión gratuita de Garry's Mod permaneció disponible para su descarga, rebautizada como la demostración del juego minorista. El juego independiente se lanzó el 29 de noviembre de 2006. A pesar de que el juego ya no es un mod, Valve y Facepunch se quedaron con el nombre "Garry's Mod", que Newman luego citó como un error, indicando que debería haberlo llamado "Sandbox" en su lugar. Debido a que Garry's Mod todavía requería un juego independiente basado en Source para funcionar correctamente, se lanzó un paquete que incluía Garry's Mod y Valve's Counter-Strike: Source. El 23 de septiembre de 2010 se lanzó una adaptación de la versión de Microsoft Windows para MacOS X. El soporte para Kinect, un periférico de seguimiento de movimiento de cuerpo completo, se agregó a la versión de Windows en diciembre de 2012. Cuando Garry's Mod se trasladó al sistema de entrega de contenido SteamPipe de Valve, completado el 5 de junio de 2013, también se introdujo un cliente Linux experimental.

## Plataformas
- 2013
  - 21 de mayo - Garry's Mod para Linux lanzado.
- 2012*
  - 6 de diciembre - Añadido soporte para Kinect.

## Contenido personalizado
Garry's Mod permite crear cualquier cosa e introducirla en el juego. Al principio vienen, entre otros, personajes de Half-Life 2 y Counter-Strike: Source. También se usan artículos pertenecientes a otros juegos Source y, con la última actualización, también se incluyen los artículos de los mods más conocidos. También se incluye la funcionalidad para modificar el juego mediante el desarrollo de scripts escritos en el lenguaje de programación Lua. Entre los mods más destacados (conocidos como "addons") se incluyen Spacebuild, Wiremod, Elevator: Source, DarkRP, Prop Hunt y Trouble in Terrorist Town. Los servidores especializados, conocidos como servidores Fretta, rotan entre modos de juego personalizados cada quince minutos. La versión 12 de Garry's Mod introdujo la sección "Toybox", a través de la cual el jugador podía explorar e instalar mods creados por los usuarios. Esta fue reemplazada por el soporte para la Steam Workshop en la versión 13.

### GMod Tower
En julio de 2009, cuatro desarrolladores que trabajaban bajo el nombre de "PixelTail Games" abrieron un servidor de Garry's Mod llamado GMod Tower. GMod Tower era una red de servidores, diseñada como una plataforma de redes sociales para que los usuarios jugaran minijuegos con amigos y socializaran en un área central. A las pocas horas de la apertura del servidor, el sitio web de GMod Tower alcanzó los dos millones de visitas. GMod Tower cerró temporalmente entre enero y abril de 2012. PixelTail Games luego expandió GMod Tower a Tower Unite, un juego independiente que reemplazó a GMod Tower luego de su lanzamiento de acceso anticipado en abril de 2016.

### Machinima
Garry's Mod se ha utilizado como base para animaciones de machinima. Uno de los ejemplos más notables es Half-Life: Full Life Consequences, que se basa en una ficción de aficionados ambientada en el universo de Half-Life, escrita en 2008 por un usuario llamado Squirrelking. El usuario de YouTube Djy1991 utilizó Garry's Mod para animar la ficción de aficionados, utilizando interpretaciones literales de algunos de los errores tipográficos y la gramática extraña de la obra.
Uno de los machinimas más conocidos que surgió de Garry's Mod es Skibidi Toilet. Muchos de los personajes, fondos y otros recursos utilizados en la serie también se pueden encontrar en Garry's Mod, aunque los recursos en sí se originan en otros juegos que utilizan el motor Source como Counter-Strike: Source y Half-Life 2.

### Incidente de Glue Library
También conocido como el "incidente del 3 de junio", en junio de 2022, el autor de los populares addons de Garry's Mod "Glue Library", "View Extension", "Action Extension" y "Ambient Occlusion" modificó su trabajo para mostrar imágenes impactantes como goatse mientras se reproducían sonidos fuertes. Los nuevos archivos fuente de los addons contenían maldiciones dirigidas a Newman, al cofundador de Valve, Gabe Newell, y a los moderadores de Steam. Según reportes, los archivos parecían indicar que los cambios eran una "broma deliberada" y no se debían a que los addons estuvieran comprometidos. Otro usuario cambió sus addons de "Trollface Playermodel" para presentar al usuario un conjunto diferente de imágenes explícitas y calumnias reproducidas en voz alta con la voz del personaje de dibujos animados Bob Esponja.

### Contenido prohibido
Facepunch Studios incluye en la lista negra servidores que son maliciosos, muestran violencia sexual o contienen contenido inapropiado pero que no está marcado como tal. En abril de 2023, tras una encuesta de Twitter con cerca de 50.000 participantes, la empresa prohibió además la glorificación del nazismo, incluida la exhibición de esvásticas y el saludo nazi.

### Reclamaciones de derechos de autor
En respuesta a un aviso de eliminación de Nintendo en abril de 2024, Facepunch Studios comenzó a eliminar las entradas de Steam Workshop relacionadas con Nintendo. Debido a una gran cantidad de trabajo pendiente, el estudio pidió a los miembros de la comunidad que eliminaran sus cargas relevantes para ayudar en este proceso. Newman negó los rumores de que el aviso fue emitido por una parte no relacionada con Nintendo, como había sido el caso en casos anteriores.
Newman recibió un aviso de eliminación relacionado con la serie web Skibidi Toilet en julio de 2024. El creador de la serie, DaFuq!?Boom!, argumentó que quería controlar la propagación de derivados pornográficos de su trabajo.

## Recepción
GameSpy nombró a Garry's Mod el "Mod de PC del año" en 2005. Craig Pearson de GamesRadar lo consideró una de los mejores mods de juego cooperativo en 2007. En 2017, Brendan Caldwell de Rock, Paper, Shotgun describió el juego como un "juego sandbox imprescindible", mientras que PCGamesN lo incluyó en su lista de 2019 de los "mejores juegos sandbox para PC".

### Ventas
En su primer día, Garry's Mod vendió 5.729 copias, aumentando a 312.541 a principios de diciembre de 2008. Para diciembre de 2020, el juego había recaudado 119.836.074 dólares estadounidenses con 18.671.533 copias vendidas. Según Stephen Totilo de Kotaku, en octubre de 2010, Garry's Mod estaba regularmente entre los juegos más jugados en Steam. El éxito del juego permitió que Facepunch creciera aún más, y finalmente se expandió a otros juegos, como Rust.

## Sucesor
Garry Newman declaró en septiembre de 2015 que una secuela de Garry's Mod estaba en desarrollo temprano, con Newman buscando incluir contenido de realidad virtual y eligió un nombre diferente a "Garry's Mod 2". Más tarde anunció Sandbox (estilizado como S&box), un juego sandbox que usa Unreal Engine 4, en septiembre de 2017 como un potencial sucesor espiritual de Garry's Mod. Para diciembre de 2019, el desarrollo del juego se había detenido. Newman reanudó el desarrollo en marzo de 2020 y luego lo trasladó al motor Source 2.